# یواس‌اس لنیر (ای‌پی‌ای-۱۲۵)
یواس‌اس لنیر (ای‌پی‌ای-۱۲۵) (به انگلیسی: USS Lanier (APA-125)) یک کشتی بود که طول آن ۴۵۵ فوت (۱۳۹ متر) بود. این کشتی در سال ۱۹۴۴ ساخته شد.